# T Eridani
T Eridani är en pulserande variabel av Mira Ceti-typ (M) i stjärnbilden Eridanus. 
Stjärnan har en visuell magnitud som varierar mellan +7,2 och 13,2 med en period av 252,29 dygn.